# Lingua (Salina)
Lingua je naselje na talijanskom otoku Salina, na Liparskim otocima. Administrativno pripada komuni Santa Marina Salina, a nalazi se na rtu Punta Lingua, na krajnjem jugoistoku otoka, 2 km južno od središta komune.
Osobitost ovog naselja je malo slano jezero, površine oko 27 000 m2, koje od mora dijeli tanki pojas kopna. Ovo je jezero u davna vremena korišteno kao solana, po čemu je i cijeli otok dobio ime. Na ovom se mjestu zaustavljaju ptice selice, i to čak oko 200 vrsta ptica. Neki od bazena za prikupljanje soli datiraju u 3. stoljeće pr. Kr.
U mjestu je i svjetionik.
Cijelo područje je 1981. proglašeno prirodnim rezervatom.